# 兄弟 (1997年电影)
《兄弟》（羅馬化：Brat）是1997年阿历克塞·巴拉巴诺夫编剧并执导的一部俄国犯罪片，Sergei Bodrov, Jr.主演。本片入选1997年康城影展“一种关注”单元。影片在俄国取得了很大的成功，续集《兄弟2》于2000年上映。

## 剧情
年轻的丹尼尔·巴格罗夫服满兵役后回到家乡，母亲要他去圣彼得堡找哥哥维克托，以便找到合适的工作。到了彼得堡他在市场救了一个绰号为“德国人”的摆地摊的男子霍夫曼，并结识了爱吃药的女混混凯特。
丹尼尔找到了哥哥维克托，发现他已成为了一个杀手，维克托刚刚结到一笔订单要干掉一名恐怖分子“车臣人”，维克托要丹尼尔帮忙干掉“车臣人”。丹尼尔先租了一个房子居住，后来尽管丹尼尔成功干掉了“车臣人”，但却遭到雇佣者的追杀，原来雇佣维克托的黑帮大佬想干掉贪财的维克托。丹尼尔在逃脱途中打伤了一名大佬的手下，并得到开有轨电车的女司机斯维特兰娜的帮助，此后丹尼尔与斯维特兰娜发生感情并一起生活了一段时间。之后丹尼尔再次为哥哥做事，打死了大佬的几名手下，而大佬为了报仇，以维克托为人质想除掉前来的丹尼尔。最终丹尼尔将黑帮分子干掉，并救出了哥哥。之后他带着大佬留下的一大笔美金离开，他去找斯维特兰娜要求她与他一起远走高飞，然而她坐牢的丈夫已归家，而她仍深爱着丈夫因此拒绝了丹尼尔的要求。丹尼尔感到大城市的人都只爱钱贪生怕死，包括哥哥维克托，最终离开彼得堡去了莫斯科。

## 角色
- Sergei Bodrov Jr. - Danila Bagrov，喜欢音乐
- Viktor Sukhorukov - Victor Bagrov，Danila的哥哥
- Svetlana Pismichenko - Sveta
- Yuri Kuznetsov - Hofman (德国人)
- Mariya Zhukova - Kat
- Vyacheslav Butusov - Butusov
- Irina Rakshina - Zinka
- Sergei Murzin - Kruglyj (The Round)
- Anatoli Zhuravlyov - Nervous Bandit
- Igor Shibanov - Militiaman
- Andrey Fyodortsov - Styopa
- Sergei Debizhev - 他自己

## 制作团队
- Aleksei Balabanov — 导演、编剧
- Sergei Selyanov — 制片
- Sergei Astakhov — 摄影
- Vyacheslav Butusov — 作曲
- Vladimir Kartashov — 艺术指导
- Nadezhda Vasilyeva — 服装设计